# Massaker von Bayda und Baniyas
Die Massaker von Bayda und Baniyas waren zwei Massaker im Mai 2013 die sich über die Gemeinde al-Bayda und die Stadt Baniyas, im Bezirk Tartus, Syrien erstreckten. Pro-Assad-Truppen, unterstützt von Paramilitärs sollen Zivilisten in dem sunnitischen Dorf und dem sunnitischen Teil der Stadt getötet haben. Die Morde fanden im Zuge des Bürgerkriegs in Syrien statt.
Die Morde waren angeblich eine Vergeltung für einen früheren Angriff der Rebellen in der Nähe der Stadt, bei dem mindestens ein halbes Dutzend Soldaten ums Leben kamen. Es gab Berichte über ganze Familien, die in den beiden Massakern am 2. und 3. Mai umkamen, sowie über Tausende, die versucht haben aus dem Gebiet zu fliehen. Dabei wurden mindestens 100 Menschen getötet, einige Quellen berichten auch von mehr als 400 Toten. Überlebende sagten aus, dass reguläre Truppen, die von der paramilitärischen Nationalen Defence Force (NDF) begleitet wurden, in das Dorf kamen und ein mörderischer Angriff begann, wobei auch Häuser geplündert und niedergebrannt wurden.

## Ereignisse

### Getötete Soldaten
Früh am 2. Mai 2013 kämpften Rebellen mit Regierungstruppen in der Nähe von Bayda. Aktivisten berichteten, dass ein Bus mit Pro-Regierungs-Milizen, die als Schabiha bekannt sind, angegriffen wurde. Dabei wurden sieben von ihnen getötet und 20–30 verletzt. Danach griffen syrischen Truppen und Schabiha Milizionäre aus der Umgebung am Nachmittag an und stürmten das Dorf.

### Überfall auf das Dorf
Syrische Truppen die von den Pro-Regierungs-Milizen begleitet wurden stürmten in das Dorf in den Bergen in der Nähe der Mittelmeerküste, töteten Dutzende von Menschen, darunter Frauen und Kinder und brannten ihre Häuser nieder. Bevor die Milizen in das Dorf einrückten hat das Militär Bayda von See aus mit Raketen beschossen.
Die britische Syrische Beobachtungsstelle für Menschenrechte sagte, dass mindestens 50 Personen – und möglicherweise sogar 100 – dabei getötet wurden. Zeugen sagten aus, das einige der Toten nur mit Messern oder stumpfen Gegenständen getötet wurden und dass Dutzende von Dorfbewohnern noch vermisst werden. Später erklärte SOHR sie konnten den Tod von 51 Menschen dokumentieren. Ein Aktivisten Bericht dokumentierte 72 Todesfälle. Aktivisten der Opposition sagten, dass in Bayda zu diesem Zeitpunkt nur 14 Rebellen im Dorf waren. Ein Oppositioneller sagte, dass der Angriff auch eine Vergeltung für einen weiteren Angriff in einem benachbarten Gebiet 4 Tage zuvor, die zum Tod von mehreren Soldaten geführt hatte sein könne.

### Das Massaker in Baniyas
Am 3. Mai, gab es ein weiteres Massaker laut SOHR das im Bezirk Ras al-Nabaa von Baniyas verübt wurde und eine Flucht von Hunderten sunnitischer Bewohner aus ihren Häusern verursacht hat. Gemäß einem Bericht der Opposition wurden dabei insgesamt 77 Zivilisten, darunter 14 Kinder getötet. Zwei Oppositionsgruppen dokumentierten anhand der Namen einmal 96 und einmal 145 Menschen, die in dem Bezirk hingerichtet wurden. Auch wurden vier Pro-Regierungs-Milizen und zwei Soldaten in dem Gebiet bei Zusammenstößen mit Rebellen getötet.
Die staatlichen Medien berichteten, dass die Streitkräfte das Gebiet nur von "Terroristen" gesäubert hätten. Mihraç Ural, ein Pro-Regierungs-Kommandant der Milizen sprach schon zuvor von der Notwendigkeit die Stadt zu belagern und von der "Säuberung" Baniyas von den "Verrätern". Das Militär selber sprach von 40 Terroristen die in Bayda und Baniyas getötet wurden.